# Аудіо (присілок)
Аудіо (рос. Аудио) — присілок у Всеволожському районі Ленінградської області Російської Федерації.
Населення становить 23 особи. Належить до муніципального утворення Токсовське міське поселення.

## Історія
Від 1 серпня 1927 року належить до Ленінградської області.

## Населення
| 2007 | 2010 | 2017 |
| ---- | ---- | ---- |
| 4    | ↗95  | ↘23  |